# Кубок Литви з футболу 1991
Кубок Литви з футболу 1991 — 2-й розіграш кубкового футбольного турніру в Литві. Титул вперше здобув Жальгіріс (Вільнюс).

## Календар
| Раунд        | Дата            | Матчі | Клуби  |
| ------------ | --------------- | ----- | ------ |
| Перший раунд | 24 квітня 1991  | 7     | 15 → 8 |
| 1/4 фіналу   | 7 травня 1991   | 4     | 8 → 4  |
| 1/2 фіналу   | 1-5 серпня 1991 | 4     | 4 → 2  |
| Фінал        | 20 серпня 1991  | 1     | 2 → 1  |

## Перший раунд
| Команда 1            | Рахунок      | Команда 2           |
| -------------------- | ------------ | ------------------- |
| 24 квітня 1991       |              |                     |
| Панеріс              | 2:0          | Витіс-Інкарас       |
| Йоварас (Мажейкяй)   | 1:4          | Лієтовус Маккабі    |
| Електронас (Таураге) | 0:1          | Гранітас (Клайпеда) |
| Вілія (Каунас)       | 1:0          | Екранас             |
| Сакалас (Шяуляй)     | 3:0          | Банга (Каунас)      |
| Судува               | 1:0          | Віенибе (Укмерге)   |
| Таурас (Шяуляй)      | 0:0 пен. 3:2 | Сіріюс (Клайпеда)   |

## 1/4 фіналу
| Команда 1           | Рахунок | Команда 2        |
| ------------------- | ------- | ---------------- |
| 7 травня 1991       |         |                  |
| Гранітас (Клайпеда) | 1:0     | Лієтовус Маккабі |
| Таурас (Шяуляй)     | 7:0     | Судува           |
| Вілія (Каунас)      | 0:1     | Сакалас (Шяуляй) |
| Жальгіріс (Вільнюс) | 1:0     | Панеріс          |

## 1/2 фіналу
| Команда 1           | Заг.         | Команда 2           | 1-й матч | 2-й матч |
| ------------------- | ------------ | ------------------- | -------- | -------- |
| 1-5 серпня 1991     |              |                     |          |          |
| Гранітас (Клайпеда) | 1:5          | Жальгіріс (Вільнюс) | 1:2      | 0:3      |
| Сакалас (Шяуляй)    | 2:2 пен. 3:4 | Таурас (Шяуляй)     | 1:1      | 1:1      |

## Фінал
| 20 червня 1991 |

| Жальгіріс (Вільнюс) | 1:0      | Таурас (Шяуляй) |
| ------------------- | -------- | --------------- |
| Скарбалюс 103'      | Протокол |                 |

| Стадіон «Жальгіріс», Каунас Глядачів: 500 Арбітр: Сергеюс Слива |